# ANICA (Asociación audiovisual)
La Asociación Nacional de las Industrias Cinematográficas, Audiovisuales y Digitales (en italiano, Associazione Nazionale Industrie Cinematografiche Audiovisive e Digitali - ANICA) es la asociación que representa a la industria cinematográfica y audiovisual italiana.

## Historia
La organización fue fundada el 10 de julio de 1944, con el objetivo de potenciar el sector cinematográfico a través de relaciones con los principales actores del sistema público y privado. ANICA pertenece al sistema Confindustria, está adherida a Confindustria Cultura Italia y es miembro permanente de FAPAV (Federación para la Protección de los Contenidos Audiovisuales y Digitales). ANICA, como representante de la Academia de Artes y Ciencias Cinematográficas - AMPAS de Italia, selecciona al candidato italiano al Oscar a la mejor película internacional. La Asociación es miembro fundador de la Academia de Cine Italiano - Premios David di Donatello y de la Fundación Academia ANICA, escuela de formación básica y altamente especializada en las profesiones del mundo audiovisual y digital. Con el objetivo de apoyar la internacionalización de las empresas audiovisuales italianas, desde 2017 ANICA junto con APA - Asociación de Productores Audiovisuales - ha creado el Mercado Audiovisual Internacional, que se ha convertido en un evento del sector B2B de gran importancia en el panorama internacional. Desde 2018, la Asociación impulsa VIDEOCITTÀ, un evento dedicado a la innovación técnica y artística en el ámbito de la imagen en movimiento. A través de la sociedad ANICA Servizi S.r.l., de la que es accionista único, ANICA es copropietaria de Cinetel, sociedad encargada de registrar los ingresos cinematográficos. Como asociación más representativa del sector cinematográfico-audiovisual, ANICA gestiona la distribución de los derechos de copia privada destinados a los productores originales de obras cinematográficas y a sus concesionarios.
En junio de 2021, la Asociación completó un proceso de revisión estatutaria, que formalizó la transformación de la representación del sector, así como de los mercados ahora integrados y de las cadenas de producción y distribución cine-audiovisual, ampliando su base histórica a operadores nativos digitales. A los sindicatos constituyentes representados por productores, distribuidores cinematográficos y empresas técnicas se han sumado tres nuevos sindicatos: Exportadores Internacionales, Editores y Creadores Digitales y Editores de Medios Audiovisuales. Cartoon Italia, la asociación nacional de productores de animación, ha confirmado su membresía. En el marco de la Expo 2020, ANICA organiza el evento "Notti d'autore", un evento cinematográfico semanal, en el Pabellón de Italia.

## Appuntamento al Cinema
Ver página
Desde 1981, es una columna televisiva sobre cinematografía que se emite en las 3 cadenas de la RAI, al que se suma desde 2011, las cadenas digitales televisivas Rai 4, Rai 5, Rai Gulp, Rai Yoyo, Rai Movie y Rai Premium